# Grupo Ángel Camacho
Grupo Ángel Camacho, S.L. es un grupo empresarial agroalimentario con sede en Morón de la Frontera, en España. Fundada en 1897, se inició como productora y comercializadora de aceitunas y aceite de oliva, y desde entonces la gama de productos se ha ampliado a encurtidos, condimentos, mermeladas, patés e infusiones. Es una empresa familiar dirigida por la cuarta generación de los Camacho, siendo el actual director Ángel Camacho Álvarez.
Para 2021, más del 75 % de sus ventas eran fuera de España. Es el primer envasador de aceitunas de España, y este producto representa el 73 % de sus ventas. Su principal mercado es Estados Unidos, de donde procede casi la mitad de su facturación.

## Historia
La empresa se funda a finales del siglo xix en Morón de la Frontera, sureste de Sevilla, como productora de aceite de oliva. En los años 1920 se inicia el modelo de exportaciones internacionales, y en la década de 1960-1970 se conforma la actual estructura del grupo de empresas. En 1970 se crea la cabecera del grupo, Ángel Camacho S.A.
En 1977, se adquiere una filial en los Estados Unidos: Specialty Foods, Inc. la cual adquirió en 1989 el 65 % de otra compañía americana, Del Rio Products, Inc., con sede en Tampa (Florida). En 1991, ambas filiales fueron fusionadas en Ángel Camacho, Inc.
No es hasta los años 1990 que Ángel Camacho comienza a diversificar su gama de productos, adquiriendo La Vieja Fábrica y Fragata (en 1994). En 1998, se adquiere la participación de John Lusty Group PLC., empresa importadora en el Reino Unido, país que se convierte en el segundo principal destino de sus productos, tras EE. UU.
Para 2011, el Grupo Ángel Camacho produjo en torno a 45 millones kg de aceituna, siendo una de las mayores compañías aceituneras del mundo, vendiendo su producto en 85 países. En 2013 se estimaron unas exportaciones por valor de 100 millones €. Entre 2014 y 2016, la plantilla se redujo de 827 personas a 502.
En 2021, contaba con unidades de negocio en España, Reino Unido, Polonia y Estados Unidos; oficinas comerciales en Nantes (Francia), Moscú (Rusia) y Kuala Lumpur (Malasia); así como participaciones en las empresas aceiteras Cartier Saada (Marruecos) y Mani Foods (Grecia).

## Marcas
El Grupo Ángel Camacho (GAC) se compone de once empresas, seis de ellas nacionales y cinco internacionales. La principal empresa filial es Ángel Camacho Alimentación (ACA) e incluye las siguientes marcas:
- Fragata (aceitunas de mesa)
- La Vieja Fábrica (mermeladas y crema de cacao-avellana), desde 1834
- Susarón (infusiones)
- Mario (EEUU, aceitunas de mesa)
- Loreto (aceitunas, alcaparras y pepinillos encurtidos)
- Stovit (Polonia, purés de fruta y mermeladas)